# 新上五島町立奈良尾小学校
新上五島町立奈良尾小学校（しんかみごとうちょうりつ ならおしょうがっこう）は長崎県南松浦郡新上五島町奈良尾郷にある公立小学校。

## 概要
歴史
1874年（明治7年）創立。創立140周年を迎える2014年（平成26年）に新上五島町立岩瀬浦小学校との統合により、旧校舎（北緯32度50分38.3秒 東経129度3分31.8秒 / 北緯32.843972度 東経129.058833度）から新上五島町立奈良尾中学校校地に新設された新校舎に移転を完了した。
校歌
作詞・作曲ともに川下寅之助による。歌詞は3番まであり、校名は歌詞中に登場しない。
校区
住所表記で「長崎県南松浦郡新上五島町」の後に「奈良尾郷・岩瀬浦郷」が続く地域。中学校区は新上五島町立若松中学校。
学校教育目標
「自ら学ぶ意欲とたくましさをもち、心豊かな子どもを育てる」

## 沿革
旧・奈良尾小学校
- 1874年（明治7年）6月11日 - 「第五大学区第五中学区楢尾小学校」が開校。有川藤吾が初代校長に就任。
- 1878年（明治11年）
  - 10月 - 「公立奈良尾小学校」に改称。民家を校舎とする。
  - この年 - 若松小学校に桐古（きりふる）分校[1]を移管。
- 1882年（明治15年）10月 - 中通学区に属し、「中通学区公立中等奈良尾小学校」に改称。宮田の民家を校舎とする。
- 1886年（明治19年）6月 - 小学校令の施行により、「尋常奈良尾小学校」に改称。修業年限を4年（=義務教育年限）とする。
  - 当初は奈良尾神社拝殿を仮校舎とし、後に奈良尾郷322番地に校舎を新築し移転。
- 1889年（明治22年）4月 - 町村制の施行により、奈良尾村立の小学校となる。
- 1893年（明治26年）9月 - 「奈良尾尋常小学校」に改称（「尋常」の位置が変わる）。
- 1907年（明治40年）4月 - 小学校令の改正で義務教育年限が4年から6年に延長されたため、尋常科5年を新設。
- 1908年（明治41年）
  - 4月 - 校舎を奈良尾郷635番地に移転。尋常科6年を新設。
  - 8月10日 - 高等科を併置し、「奈良尾尋常高等小学校」に改称（尋常科6年・高等科2年）。高等科は義務教育ではなかった。
- 1920年（大正9年）12月 - 校舎を増改築。
- 1941年（昭和16年）4月1日 - 国民学校令の施行により、「奈良尾村奈良尾国民学校」に改称。尋常科を初等科に改める（初等科6年・高等科2年）
- 1943年（昭和18年）12月8日 - 奈良尾町の発足により「奈良尾町奈良尾国民学校」に改称。
- 1946年（昭和21年）7月 - 木造の新校舎が完成し、2学期（9月）より新校舎での授業を開始。
- 1947年（昭和22年）4月1日 - 学制改革（六・三制の実施）が行われる。
  - 国民学校の初等科が改組され「奈良尾町立奈良尾小学校」（修業年限6年）となる。
  - 国民学校の高等科は青年学校の普通科と統合され、新制中学校「奈良尾町立奈良尾中学校」（修業年限3年）となり、当面の間小学校に併設される。
- 1954年（昭和29年）6月 - 創立80周年を記念して学校図書館が完成。
- 1959年（昭和34年）
  - 4月 - 児童数が最大の985名（21学級）を記録する。
  - 9月1日 - 奈良尾中学校の新校舎が完成・移転により併設を解消。旧中学校校舎4教室と資料室が移管される。
- 1963年（昭和38年）
  - 1月31日 - 旧中学校危険校舎の解体撤去が完了。
  - 11月4日 - 通学道路（舗装工事）が完成。
- 1964年（昭和39年）5月27日 - 講堂が完成。
- 1965年（昭和40年）4月1日 - 長崎県立上五島高等学校奈良尾分校（普通科2学級）が併設される。
- 1973年（昭和48年）4月1日 - 長崎県立上五島高等学校奈良尾分校が長崎県立中五島高等学校奈良尾校舎となる。
- 1966年（昭和41年）4月 - 鉄筋コンクリート造3階建ての新校舎（第1期工事・9教室）が完成。
- 1967年（昭和42年）1月 - 校舎改築（第2期工事・9教室）が完成。
- 1968年（昭和43年）
  - 5月13日 - 校舎改築（第3期工事）が完成。
  - 5月20日 - 学校給食を開始。
- 1974年（昭和49年）
  - 3月 - 国旗掲揚塔が寄贈される。
  - 6月11日 - 創立100周年記念式典を挙行。
- 1979年（昭和54年）3月31日 - 長崎県立中五島高等学校の新校舎が完成したことにより、高等学校との併設を解消。
- 1977年（昭和52年）4月 - 全教室にカラーテレビを設置。
- 1979年（昭和54年）3月31日 - 併設の奈良尾町立奈良尾中学校が、奈良尾町立岩瀬浦中学校の統合により閉校。併設を解消。
  - 奈良尾小学校と岩瀬浦小学校の中間地点に統合された中学校（新・奈良尾町立奈良尾中学校）の校地・校舎が新設された。
- 1989年（平成元年）8月 - ジャングルジムを設置。
- 1990年（平成2年）
  - 6月 - 雲梯を設置。
  - 12月 - 温室ハウスを設置。
- 1992年（平成4年）5月14日 - 学校園芋畑が完成。生活科の新設により生活科用砂場が完成。
- 1994年（平成6年）4月1日 - 特殊学級（1学級）を設置。
- 1995年（平成7年）4月8日 - 学校週休二日制の月2回導入により、第2・第4土曜日の学校施設開放を開始。
- 1996年（平成8年）4月1日 - 特殊学級を休級。
- 1999年（平成11年）4月 - 新体育館が完成。
- 2000年（平成12年）
  - 1月17日 - ノーチャイム試行を開始。
  - 3月23日 - 幼稚園・保育所・小学校連絡会を開始。
- 2004年（平成16年）
  - 6月11日 - 創立130周年記念式典を挙行。
  - 8月1日 - 新上五島町の発足により、「新上五島町立奈良尾小学校」（現校名）に改称。
- 2005年（平成17年）3月14日 - 創立130周年を記念してタイムカプセルを埋める。
- 2012年（平成24年）4月1日 - 2年生と3年生で複式学級を編成。全5学級となる。
- 2014年（平成26年）
  - 3月16日 - 旧・奈良尾小学校の閉校記念式典を挙行。
  - 3月31日 - 閉校。

新・奈良尾小学校
- 2014年（平成26年）
  - 3月27日 - 新上五島町立奈良尾中学校の校地に新校舎が完成。
  - 4月1日 - 新上五島町立岩瀬浦小学校との統合により「新上五島町立奈良尾小学校」（新）が開校。新校地・新校舎に移転。複式学級を解消。
    - 移転に伴い、住所表記が「新上五島町奈良尾郷711番7号」から「新上五島町立奈良尾郷955番1号」に変更となる。
- 2024年（令和6年）4月1日 - 新上五島町立奈良尾中学校の閉校により、中学校区が新上五島町立若松中学校に変更となる。

## 周辺
- 旧・新上五島町立奈良尾中学校（2024年（令和6年）3月末閉校）

## アクセス
最寄りのバス停
- 西肥自動車（西肥バス）五島営業所「奈良尾中学校前」バス停

最寄りの国道・県道
- 国道384号
- 長崎県道22号有川奈良尾線

## 参考資料
- 「奈良尾町郷土史」（1973年（昭和48年）12月28日発行, 奈良尾町郷土史編纂委員会）
- 「若松町誌」（1980年（昭和55年）3月1日発行, 若松町役場）p.208
- 「奈良尾小で閉校記念式典」（長崎新聞, 2014年（平成26年）3月17日号）